# Fridericus Carolus de Hosson
Hermannus Fridericus Carolus de Hosson (gedoopt Bad Bentheim, 18 februari 1718 – Oude Pekela, 24 februari 1799) was een Duits kunstschilder, die werkzaam was in Nederland, en lid van de kunstenaarsfamilie De Hosson. In Duitsland is hij bekend als Friedrich Carl de Hosson. 

## Leven en werk
De Hosson (ook d'Ouhson) stamt uit de Hugenoten- en tevens kunstenaarsfamilie De Hosson. Hij was een zoon van Maximilianus Franciscus de Hosson, hofschilder van de graaf van Bentheim, en Anna Maria Schürmanns. Hij werd vernoemd naar zijn peten, graaf Hermann Friedrich von Bentheim-Bentheim (1693-1731) en diens zuster Anna Karoline (1696-1726).  
De Hosson leerde het schildersvak van zijn vader, en was daarnaast enige tijd militair (Hauptmann). Hij gebruikte zijn eerste voornaam niet en signeerde zijn werk als F.C. de Hosson. Op 10 oktober 1751 trouwde hij in Bad Bentheim met de uit Münster afkomstige Christina Elisabeth Ludovica Antonetta (Antoinette) Holtman (1727-1784), de zuster van de militaire commandant van het slot Bentheim en een dochter van luitenant Johann Caspar Holtman (overleden 1758) en Maria Charlotta Hoijer. Friedrich Carl en Antoinette kregen zover bekend zeven kinderen, onder wie de kunstschilder Bernardus Franciscus Ignatius de Hosson (1757-1833). De Hosson verhuisde met zijn gezin naar de Nederlanden waar hij zich Frederik Carel de Hosson noemde en waar hij actief was als portretschilder en behangschilder. Tevens adverteerde hij het voornemen een tekenschool te beginnen. Hij woonde en werkte vanaf 1768 in de stad Groningen, in de eerste helft van de jaren 1780 in Leeuwarden en vervolgens in Oude Pekela. In Oude Pekela woonde hij in bij zijn oudste zoon, de apotheker Caspar de Hosson (1753-1836). Hijzelf was ook geïnteresseerd in geneeskunde, want in 1782 bood hij vanaf zijn adres in de Oude Boteringestraat in Groningen een middel aan tegen koortsen.   
Via zijn zoon de kunstschilder Bernard Frans de Hosson en diens dochter Dorothea Carolina de Hosson is Frederik Carel de Hosson de overgrootvader van kunstschilder Paul Tétar van Elven (1823-1896), onder meer bekend door het huismuseum Museum Paul Tetar van Elven in Delft. 

## Werk in openbare collecties
- Groninger Museum
- Rijksmuseum Amsterdam

- Biografisch Portaal: 18680877
- Digitale Bibliotheek voor de Nederlandse Letteren: hoss002
- International Standard Name Identifier: 0000 0003 9976 2947
- Nederlandse Thesaurus van Auteursnamen: 274365839
- RKD-Nederlands Instituut voor Kunstgeschiedenis: 39911
- Union List of Artist Names: 500031478
- Virtual International Authority File: 295321599
- WorldCat: E39PBJxWPH8JjFRDRMQR6XR9Xd